# Das indische Grabmal (pel·lícula de 1921)
Das indische Grabmal és una pel·lícula muda d'aventures en dues parts alemanya del 1921 dirigida per Joe May.
Està basada en la novel·la Das indische Grabmal de Thea von Harbou del 1918. Consta de dues parts, Part I: Die Sendung des Yoghi i Part II: Der Tiger von Eschnapur. La part I es va estrenar a Berlín el 22 d'octubre de 1921, i la part II el 17 de novembre de 1921.
En el seu llançament, no va ser un èxit de crítica ni comercial i s'ha vist poc fins que es van completar dues restauracions recents, una restauració de pel·lícules europees i una restauració de vídeo als Estats Units per David Shepard.

## Repartiment
- Olaf Fønss – Herbert Rowland
- Mia May – Irene Amundsen, la promesa de Rowland
- Conrad Veidt - Ayan III, el maharajà de Bengala
- Erna Morena – Princesa Savitri
- Bernhard Goetzke – Ramigani 'Rami', el iogui
- Lya De Putti – Mirrjha
- Paul Richter - MacAllan, un oficial anglès
- Georg John – Un penitent
- Louis Brody – Servidor negre
- Max Adalbert – (sense acreditar)